# 블랙스완 (음악 그룹)
블랙스완은 대한민국의 4인조 K-pop 걸 그룹 (전에 혼성 아이돌 그룹)이다.
걸 그룹 라니아의 기존 멤버 일부가 2020년 10월 6일에 재데뷔한 그룹으로 라니아의 마지막 멤버 3명에 새로운 멤버 2명이 합류하여 5인조 걸 그룹으로 데뷔했으며, 2020년 11월 혜미가 탈퇴하면서 4인조 걸 그룹이 되었다. 
2022년 글로벌 오디션을 통해 인도 출신의 스리야, 브라질 출신의 가비가 합류하며 6인조가 되었으나, 2022년 7월 31일 영흔과 주디가 탈퇴하고 12월 13일 미국 출신의 앤비가 합류하며 외국인 멤버로만 이루어진 5인조 걸 그룹이 되었다. 건강상의 이유로 레아가 활동 중단하였으며 현재 공식 사이트에 이름이 빠지면서 비공식적 탈퇴하게 되었다.

## 구성원
여성회원
| 이름   | 소개 |
| ------ | --- |
| 파투   | - 본명 : 파투 삼바 - 생년월일 : 1995년 3월 23일(30세) - 국적 : 세네갈, 벨기에 - 활동기간 : 2020년 10월 16일 ~ 현재              |
| 엔비   | - 본명 : 플로렌스 알레나 스미스 - 생년월일 : 1999년 1월 10일(26세) - 국적 : 미국 - 활동기간 : 2022년 12월 13일 ~ 현재           |
| 가비   | - 본명 : 가브리엘라 스트라스부르거 달신 - 생년월일 : 2002년 11월 7일(22세) - 국적 : 브라질, 독일 - 활동기간 : 2022년 7월 ~ 현재 |
| 스리야 | - 본명 : 스리야 렌카 - 생년월일 : 2003년 9월 15일(21세) - 국적 : 인도 - 활동기간 : 2022년 7월 ~ 현재                            |

### 이전 구성원
남성 회원
| 이름 | 소개 |
| ---- | --- |
| 혜미 | - 본명 : 김혜미 (金惠美) - 생년월일 : 1995년 12월 22일(29세) - 국적 : 대한민국 - 활동기간 : 2020년 10월 16일 ~ 2020년 11월 12일           |
| 영흔 | - 본명 : 고영흔 - 생년월일 : 1994년 11월 20일(30세) - 국적 : 대한민국 - 활동기간 : 2020년 10월 16일 ~ 2022년 7월 31일                     |
| 주디 | - 본명 : 김다혜 - 생년월일 : 1995년 5월 16일(29세) - 국적 : 대한민국 - 활동기간 : 2020년 10월 16일 ~ 2022년 7월 31일                      |
| 레아 | - 본명 : 라리사 카스테스, 사카타 아유미 - 생년월일 : 2001년 5월 14일(23세) - 출생지 : 브라질, 일본 - 활동기간 : 2020년 10월 16일 ~ 2022년 |

## 음반 목록

### 정규
- 2020년 10월 16일 《Goodbye RANIA》 (정규 1집)

### EP
- 2024년 7월 31일 《Roll Up》 (EP 1집)

### 싱글
- 2021년 10월 14일 《Close to Me》 (싱글 1집)
- 2023년 5월 19일 《That Karma》 (싱글 2집)
- 2023년 9월 6일 《That Karma - Pop Edition》 (싱글 2집)